# 伯特兰·罗迪克特·利塞斯
伯特兰·罗迪克特·利塞斯（2005年5月28日—），马来西亚男子跳水运动员，2021年东南亚运动会男子1米跳板铜牌得主、2023年东南亚运动会男子10米跳台银牌得主、2022年亚洲运动会男子双人10米跳台铜牌得主。